# Dixmuda
Dixmuda (Diksmuide en flamenco y Dixmude en francés) es una ciudad y municipio de la región de Flandes, en la provincia de Flandes Occidental, Bélgica.

## Historia

### Edad Media
En el siglo IX, el pueblo franco se estableció en lo que llamaron "Dicasmutha", sitio cercano a Yser ("IJzer" en holandés). Hacia el siglo X, se construyeron una capilla y la plaza del mercado, así como las murallas defensivas en 1270. La economía estaba ya entonces basada principalmente en la agricultura, en productos lácteos y lino. Desde el siglo XV hasta la Revolución francesa, Dixmuda se vio afectada por las guerras que enfrentaron a los Países Bajos, Francia, España y Austria.

### Edad Moderna
En 1482 pasó a formar parte de los Países Bajos de los Habsburgo, Después del Edicto Perpetuo fue ocupada por los rebeldes neerlandeses, hasta su conquista por las tropas españolas el 1 de agosto de 1583. Permanecería en poder español (con ocupaciones francesas en 1647, 1659, 1683-1684, 1689-1697) hasta su toma en 1708 por las tropas de la Gran Alianza. En 1714 pasaría a ser posesión austriaca.

### Guerras mundiales
A comienzos de la Primera Guerra Mundial, las tropas alemanas cruzaron la frontera belga cerca Arlon, luego continuaron hacia el Mar del Norte para asegurarse los puertos franceses de Calais y Dunkerque. Durante el tiempo que tardó en llegar el ejército alemán hasta Dixmuda, en octubre de 1914, los belgas habían desencauzado el río Isala e inundado la región.
La ciudad primero fue atacada primero el 16 de octubre de 1914, que marcó el principio de la Batalla del Isala. Al final de la lucha, la ciudad había sido reducida completamente a escombros aunque fue reconstruida en los años 20.

## Geografía

### Secciones del municipio
El municipio comprende los antiguos municipios, que se fusionaron en 1977:
| - Dixmuda - Beerst - Esen - Kaaskerke - Keiem - Lampernisse - Leke - Nieuwkapelle - Oostkerke - Oudekapelle - Pervijze - Sint-Jacobs-Kapelle - Stuivekenskerke - Vladslo - Woumen |

## Demografía

### Evolución
Todos los datos históricos relativos al actual municipio, el siguiente gráfico refleja su evolución demográfica, incluyendo municipios después de efectuada la fusión el 1 de enero de 1977.
| Gráfica de evolución demográfica de Dixmuda entre 1846 y 2020 |
|                                                               |

## Lugares destacados

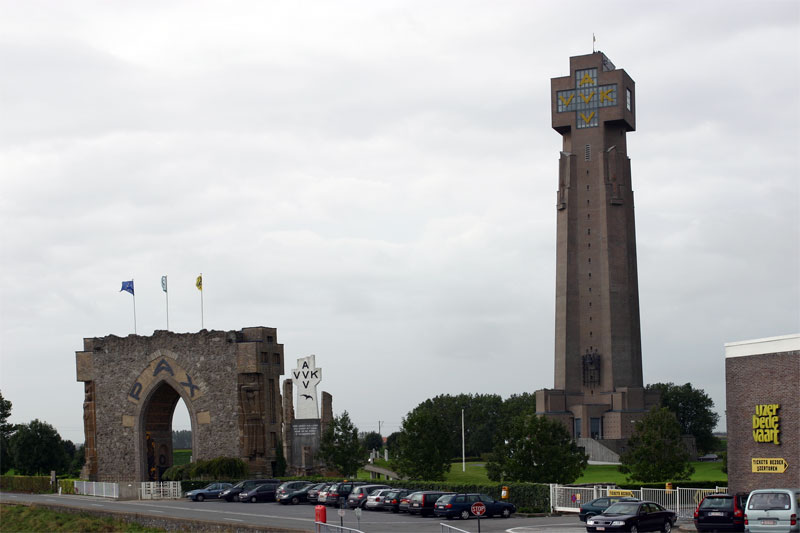
La Torre del Yser en Dixmuda.

- El Campanario contiene 30 campanas y es uno de los campanarios reconocidos por la Unesco como Campanario de Bélgica y Francia de Herencia Mundial.
- El Ayuntamiento y la cercana Iglesia de San Nicolás que fue completamente reconstruida después de la Primera Guerra Mundial en el estilo gótico del siglo XIV y XV.
- El monumento a la paz, llamado IJzertoren, construido cerca del final de la Primera Guerra Mundial y reconstruido después de la segunda. En él se celebra anualmente el IJzerbedevaart, una celebración de paz y autonomía flamenca.
- Varios cementerios militares que están alrededor de la ciudad, incluyendo el cementerio alemán de guerra Vladslo que contiene a 25.000 soldados alemanes enterrados.

## Ciudades hermanadas
- Reino Unido: Ellesmere
- Bretaña, Francia: Ploemeur
- Alemania: Rottach-Egern
- Alemania: Finnentrop